# Liste der Baudenkmäler in Hollstadt
Auf dieser Seite sind die Baudenkmäler in der unterfränkischen Gemeinde Hollstadt zusammengestellt. Diese Tabelle ist eine Teilliste der Liste der Baudenkmäler in Bayern. Grundlage ist die Bayerische Denkmalliste, die auf Basis des Bayerischen Denkmalschutzgesetzes vom 1. Oktober 1973 erstmals erstellt wurde und seither durch das Bayerische Landesamt für Denkmalpflege geführt wird. Die folgenden Angaben ersetzen nicht die rechtsverbindliche Auskunft der Denkmalschutzbehörde.

## Baudenkmäler nach Gemeindeteilen

### Hollstadt
| Lage                                                                           | Objekt                                                                      | Beschreibung | Akten-Nr.              | Bild           |
| ------------------------------------------------------------------------------ | --------------------------------------------------------------------------- | --- | ---------------------- | -------------- |
| Am Kirchhof (Standort)                                                         | Kriegerdenkmal für 1870/71                                                  | Hoher gestufter Inschriftsockel, bekrönt von Patrona-Bavariae-Statue, Sandstein, von 1895 | D-6-73-136-3 Wikidata  | weitere Bilder |
| Am Kirchhof (Standort)                                                         | Bildstock                                                                   | Relief mit Enthauptungsszene aus der Legende Jakobus des Älteren, bezeichnet „1720“ | D-6-73-136-4 Wikidata  | weitere Bilder |
| Am Kirchhof 1 (Standort)                                                       | Ehemalige Schule, jetzt Rathaus                                             | Traufständig zur Hauptstraße dreigeschossiger, zum Kirchhügel zweigeschossiger Satteldachbau, Steinbau mit Treppengiebeln verputzt, historistisch, 1844                                                                                      | D-6-73-136-1 Wikidata  | weitere Bilder |
| Am Kirchhof 6 (Standort)                                                       | Katholische Pfarrkirche St. Jakobus Major                                   | Massiver verputzter Chorturm mit Spitzhelm, 1610, Langhausneubau, Beton, mit gestaffelten Satteldächern und Fensterfriesen, 1969, mit Ausstattung                                                                                            | D-6-73-136-2 Wikidata  | weitere Bilder |
| Am Kirchhof 6 (Standort)                                                       | Kirchhofbefestigung                                                         | 15./16. Jahrhundert, doppelter Bruchsteinmauerring mit spätgotischer und spätbarocker Werksteinpforte, 15./16. bzw. 18. Jahrhundert | D-6-73-136-2 Wikidata  | weitere Bilder |
| Am Kirchhof 6 (Standort)                                                       | Kirchhofbefestigung, zugehöriger Rundturm                                   | Mit Kegeldach | D-6-73-136-2 Wikidata  | weitere Bilder |
| Am Kirchhof 6 (Standort)                                                       | Kreuzschlepper                                                              | Figurenaufsatz, Sandstein, bez. 1740, Stütze verloren | D-6-73-136-2 Wikidata  | weitere Bilder |
| Am Kirchhof 6 (Standort)                                                       | Kriegerdenkmal für die Gefallenen beider Weltkriege                         | fünf gedrungene Steinkreuze und Relief einer um einen Toten trauernden Frau, um 1960 | D-6-73-136-2 Wikidata  | BW             |
| Am Kirchhof 6 (Standort)                                                       | Kirchhofbefestigung, dreigeschossiger Torturm bzw. Turm des alten Rathauses | Verputzter Massivbau mit Eckquaderung und rundbogiger Durchfahrt, um 1600, gestufte Laternenhaube 17. Jahrhundert | D-6-73-136-2 Wikidata  | weitere Bilder |
| Am Kirchhof 8 (Standort)                                                       | Altes Rathaus                                                               | Mit der Giebelseite an den Torturm angebaut, zweigeschossiger Satteldachbau mit Treppengiebeln, massiv, verputzt mit Eckquaderungen, nachgotisch, um 1600 und 19. Jahrhundert; Golgathakreuz, Sandstein, bezeichnet „1852“, an der Nordmauer | D-6-73-136-2 Wikidata  | weitere Bilder |
| Am Kirchhof 6 (Standort)                                                       | Golgathakreuz                                                               | Sandstein, bezeichnet „1852“, an der Nordmauer | D-6-73-136-2 Wikidata  | weitere Bilder |
| Bitzenberg, an der Straße nach Junkershausen, Abzweig Am Blitzberg (Standort)  | Bildstock                                                                   | Mit Pietàrelief, Sandstein, barock, bezeichnet „1739“ | D-6-73-136-35 Wikidata | weitere Bilder |
| Hauptstraße, am Ortsausgang nach Bad Königshofen (Standort)                    | Kruzifix                                                                    | Holzkreuz mit gefasstem Holzkorpus, 18./19. Jahrhundert | D-6-73-136-37 Wikidata | weitere Bilder |
| Hauptstraße 1 ()                                                               | Hausfigur, hl. Kilian                                                       | gefasste Holzskulptur mit den Attributen Schwert und Metropolitenkreuz in historistischem Gehäuse, 16./17. Jahrhundert | D-6-73-136-68          |                |
| Hauptstraße 9 (Standort)                                                       | Pforte                                                                      | Vorhangbogen, Sandstein, Werkstein, teilverputzt, bezeichnet „1715“ | D-6-73-136-7 Wikidata  | weitere Bilder |
| Hauptstraße 15 (Standort)                                                      | Pforte                                                                      | Mit geohrtem geradem Sturz, darüber Hausmarke, Sandstein, Werkstein, verputzt, bezeichnet „1709“ | D-6-73-136-10 Wikidata | weitere Bilder |
| Hauptstraße 24 (Standort)                                                      | Pforte                                                                      | Mit Vorhangbogen, Sandstein, Werkstein, bezeichnet „1588“ | D-6-73-136-11 Wikidata | weitere Bilder |
| Hauptstraße 40 (Standort)                                                      | Pforte                                                                      | Mit Vorhangbogen, Sandstein, Werkstein, heute vermauert, bezeichnet „1626“ | D-6-73-136-67 Wikidata | weitere Bilder |
| Hauptstraße 49 (Standort)                                                      | Bauernhaus                                                                  | Giebelständiges zweigeschossiges Wohnhaus mit Satteldach, Obergeschoss in Fachwerk, traufseitig verputzt, um 1710/20 | D-6-73-136-66 Wikidata | weitere Bilder |
| Hauptstraße 56 (Standort)                                                      | Hausfigur                                                                   | Pietà, gefasste Holzfigur, spätbarock, 18. Jahrhundert | D-6-73-136-18 Wikidata | BW             |
| Hauptstraße 63, vor dem Jägerhaus des ehem. Bildhäuser Klosterhofes (Standort) | Bildstock                                                                   | Relief der Kreuzigungsgruppe auf ionischer Säule, Sandstein, bezeichnet „1621“ | D-6-73-136-20 Wikidata | weitere Bilder |

Ehemaliger Bildhäuser Klosterhof
Verwalterhaus des 18. Jahrhunderts sowie Wohn- und Wirtschaftsgebäude des 17. Jahrhunderts teils mit Volutengiebeln auf ummauertem Areal des ehemaligen Klosterhofes. Aktennummer D-6-73-136-25.
- Hofhäuserstraße 10: ehemaliger Abts- bzw. Verwalterbau (Lage), dreigeschossiger Steinbau mit Walmdach und Eckquaderungen, 1732
- Hofhäuserstraße: Ehemalige Zehntscheune, Bruchstein und Fachwerk, 1517 (dendro.dat.) (Lage)
- Hofhäuserstraße: Ehemalige Zehntscheune, Bruchstein und Fachwerk, 1517 (dendro.dat.) (Lage)
- kleines Fachwerknebengebäude (Lage) an der Gartenmauer
- Hofhäuserstraße 11: Wohngebäude (Lage), zweigeschossiger Satteldachbau, massiv und Fachwerk mit Volutengiebeln, 17. Jh.
- Hofhäuserstraße 4–6: ehemaliges Kalterhaus (Lage), zweigeschossiger Satteldachbau, massiv und Fachwerk mit Volutengiebeln, vermauertes Rundbogentor, bez. 1577
- ehemalige Klostermauer des 17./18. Jh. zum Teil erneuert (Lage) (Lage) (Lage) (Lage) (Lage) (Lage) (Lage) (Lage) (Lage)
- Hauptstraße 63: außerhalb der ehemaligen Klostermauer an der Hauptstraße ehemaliger Jägerhof (Lage), Dreiseithofanlage aus Jägerhaus, zweigeschossiger giebelständiger Satteldachbau, massiv und Fachwerk mit Volutengiebeln, 17. Jh., Fachwerkscheune (Lage), 19. Jh., und Hofmauer (Lage) mit Pforte, 17. Jh.
- zur etwas abseits gelegenen Klostermühle vgl. Herrenmühle 1

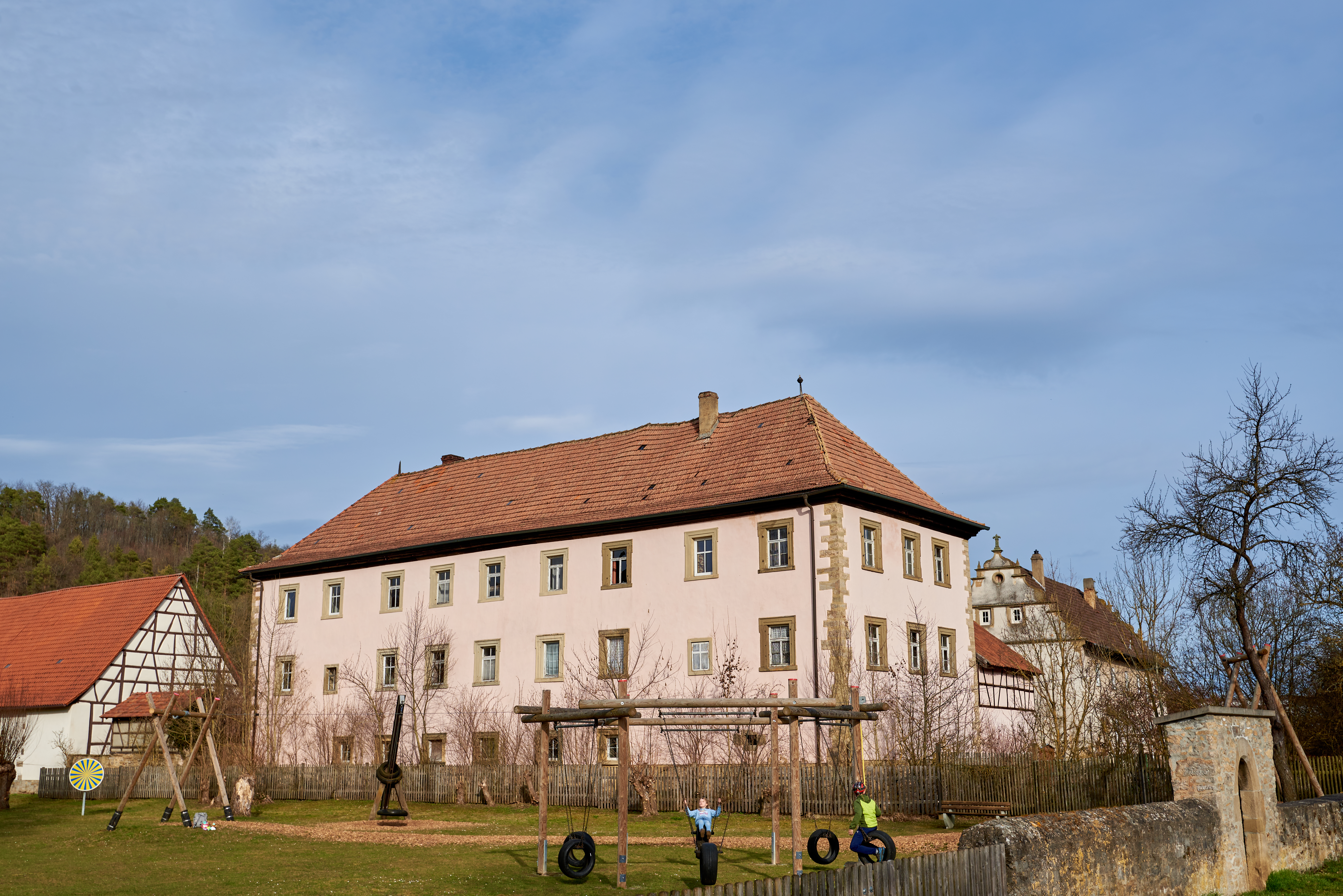
ehemaliger Abts- bzw. Verwalterbau, von Südwesten weitere Bilder
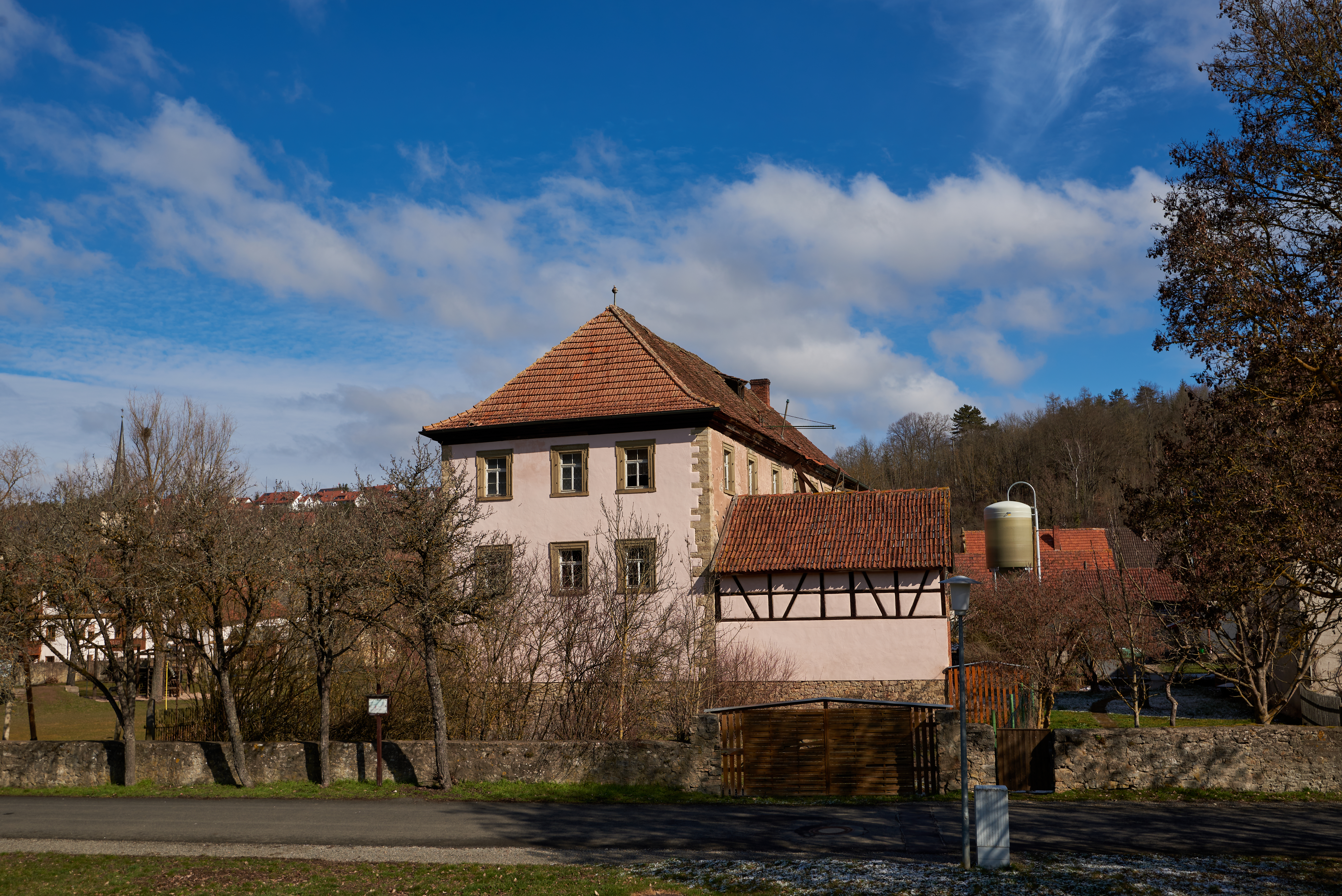
ehemaliger Abts- bzw. Verwalterbau, von Süden weitere Bilder
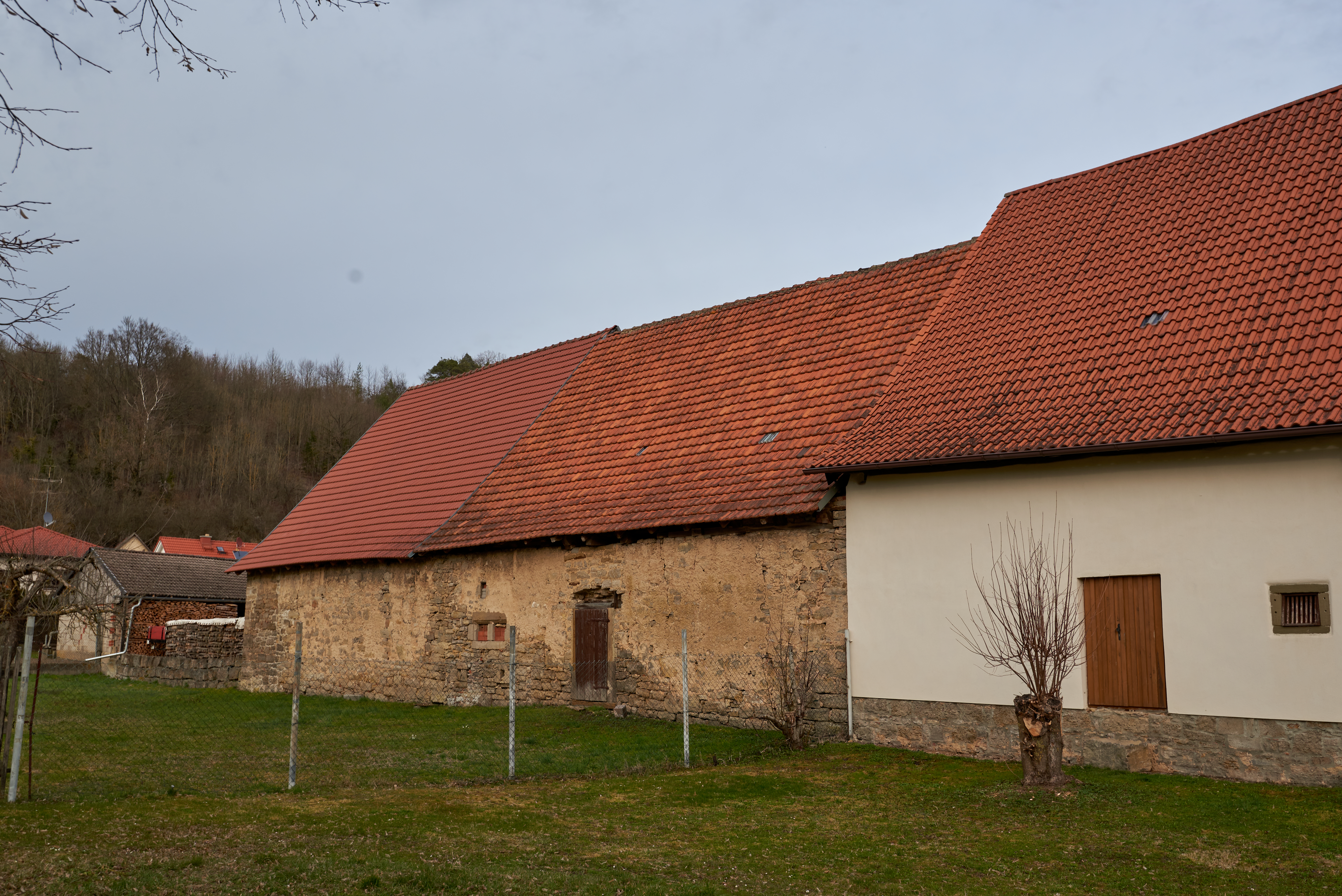
nördliche Zehntscheune weitere Bilder
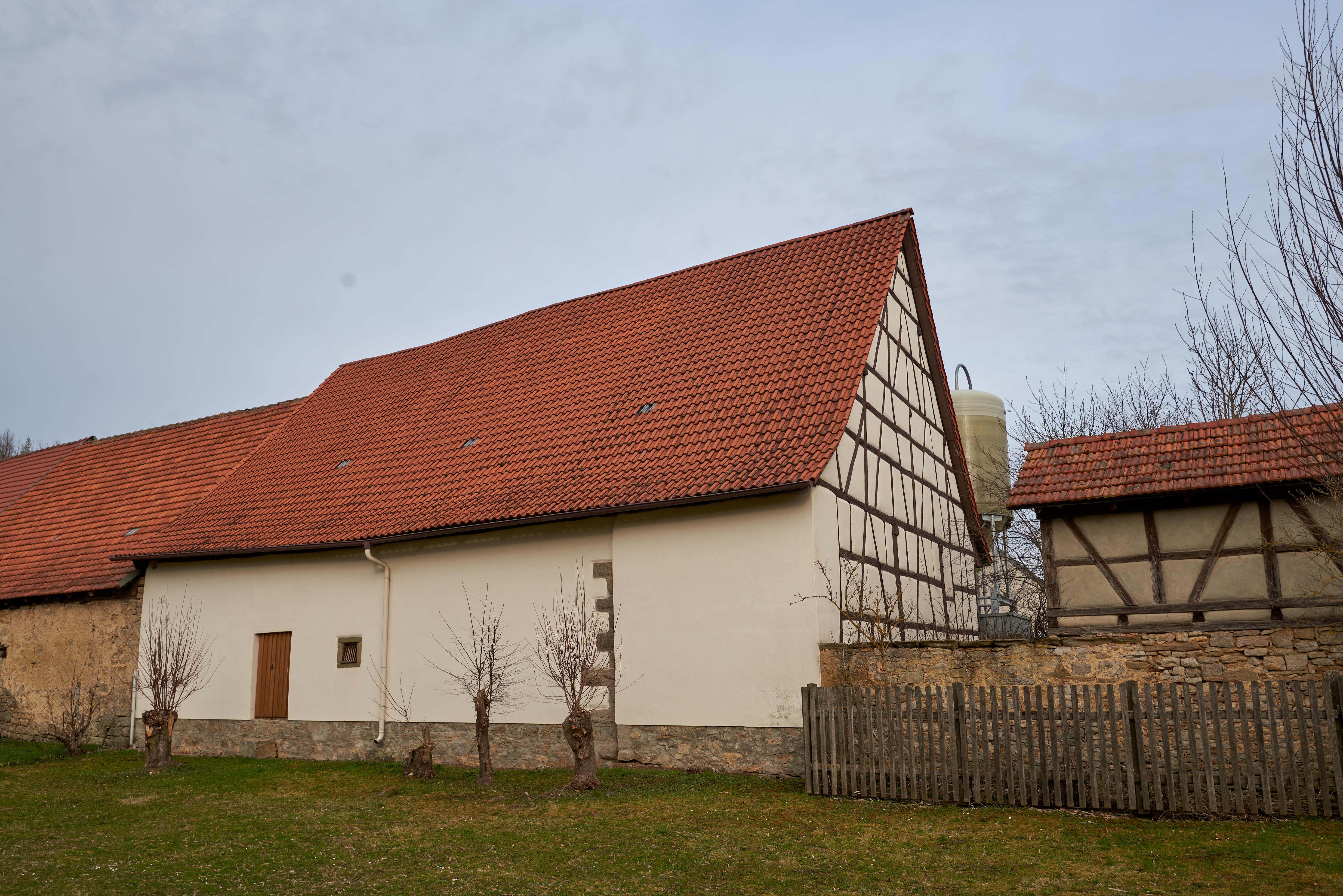
südliche Zehntscheune weitere Bilder
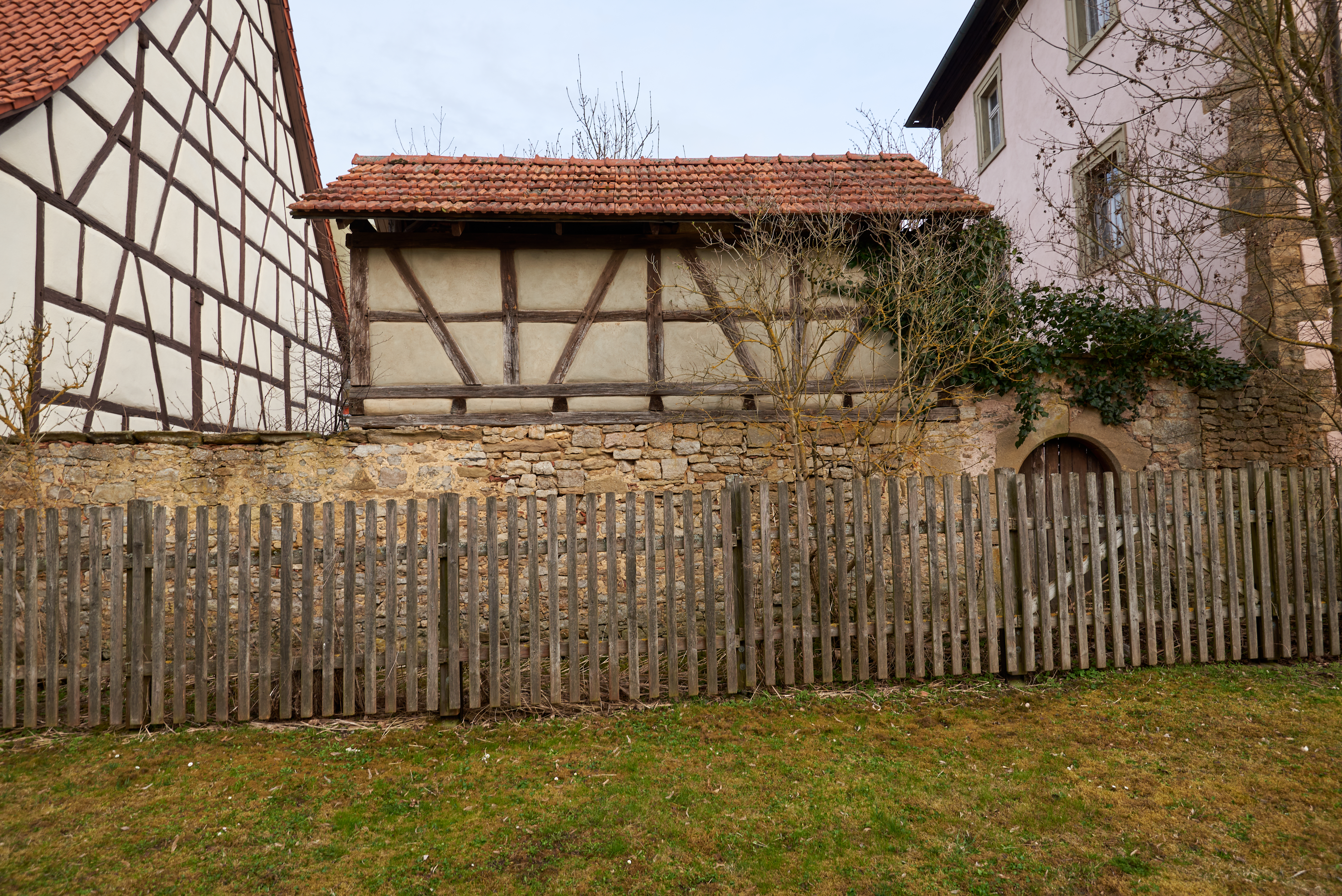
Fachwerknebengebäude weitere Bilder
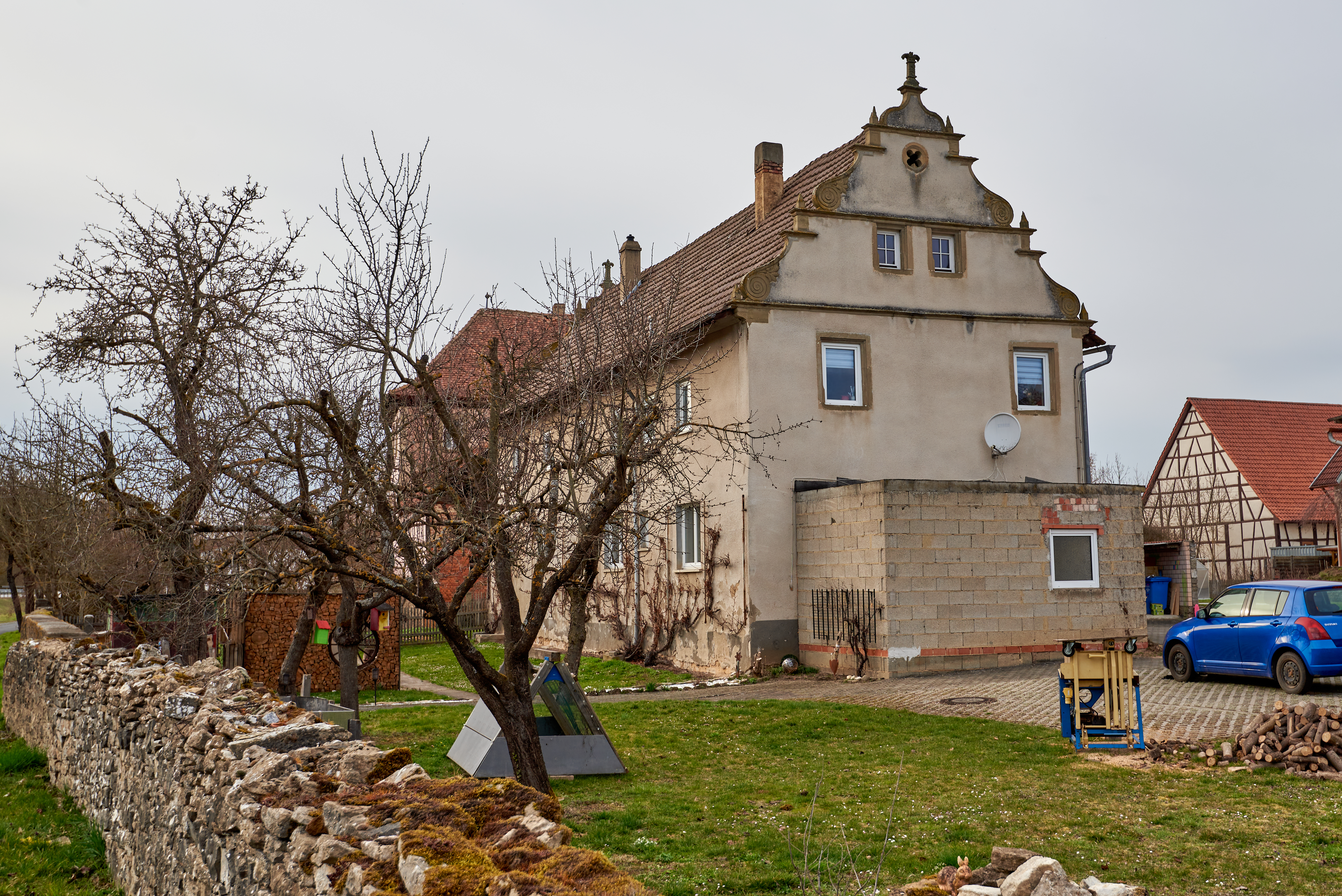
Wohngebäude weitere Bilder
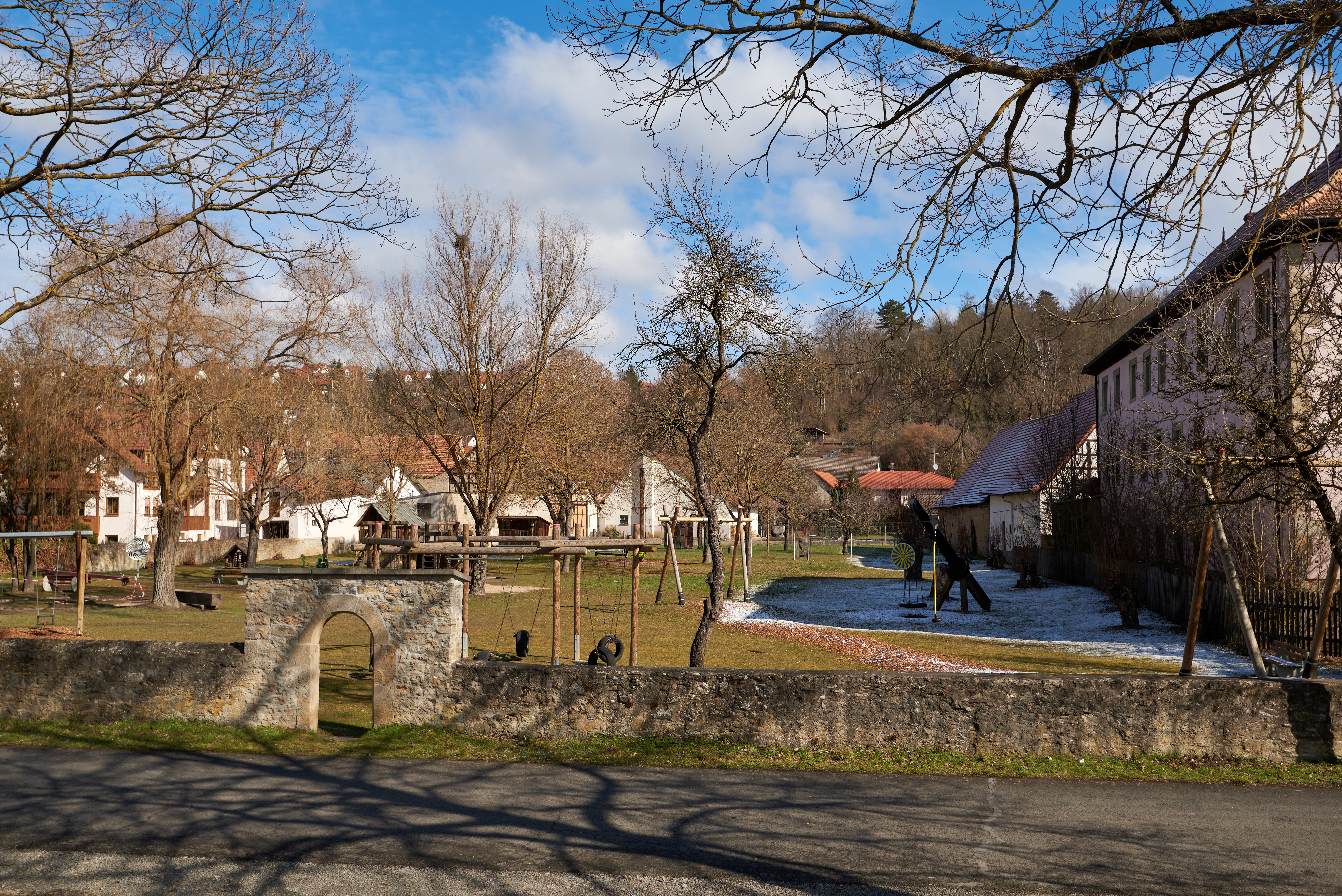
südwestliche Klostermauer weitere Bilder
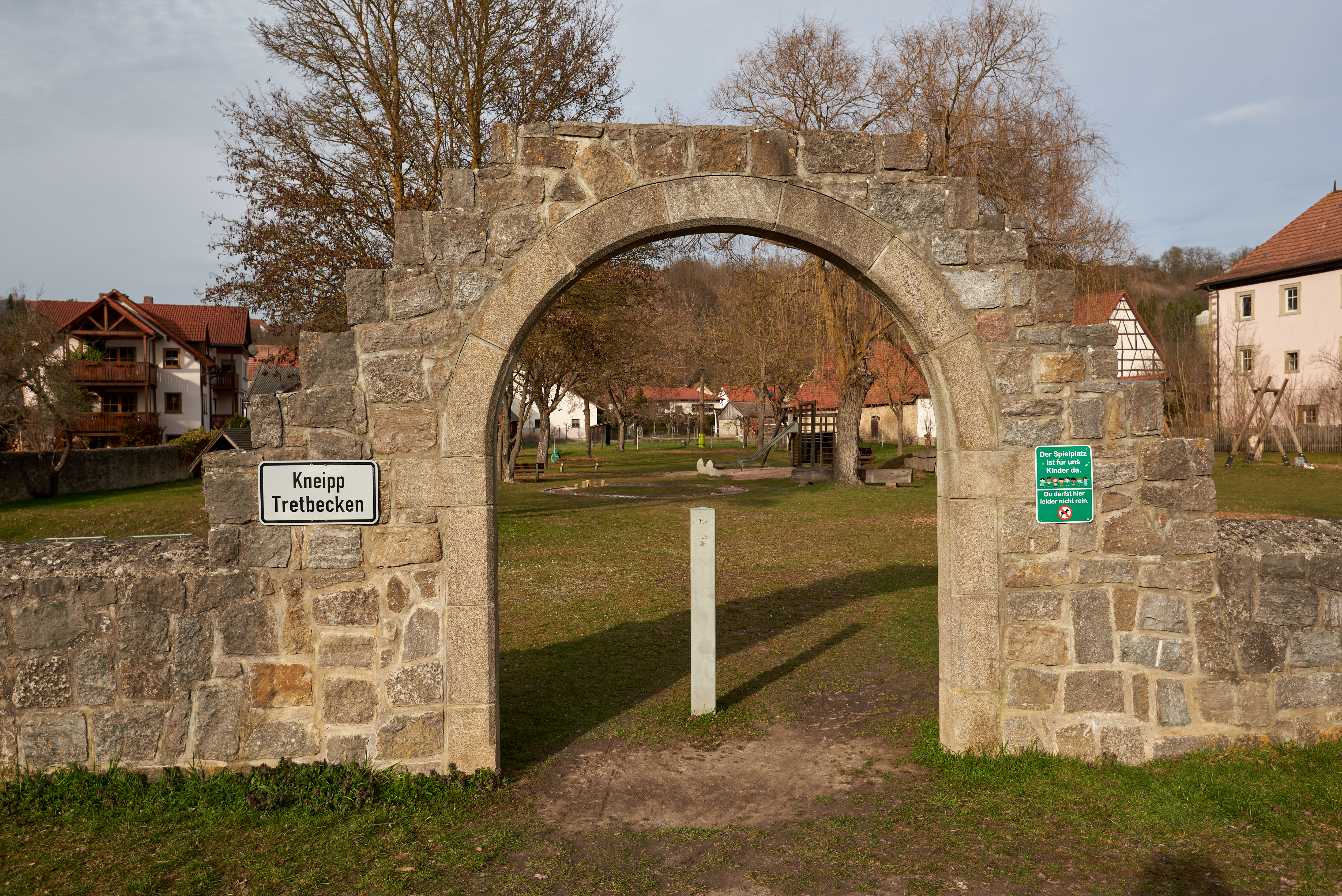
südöstliche Klostermauer weitere Bilder
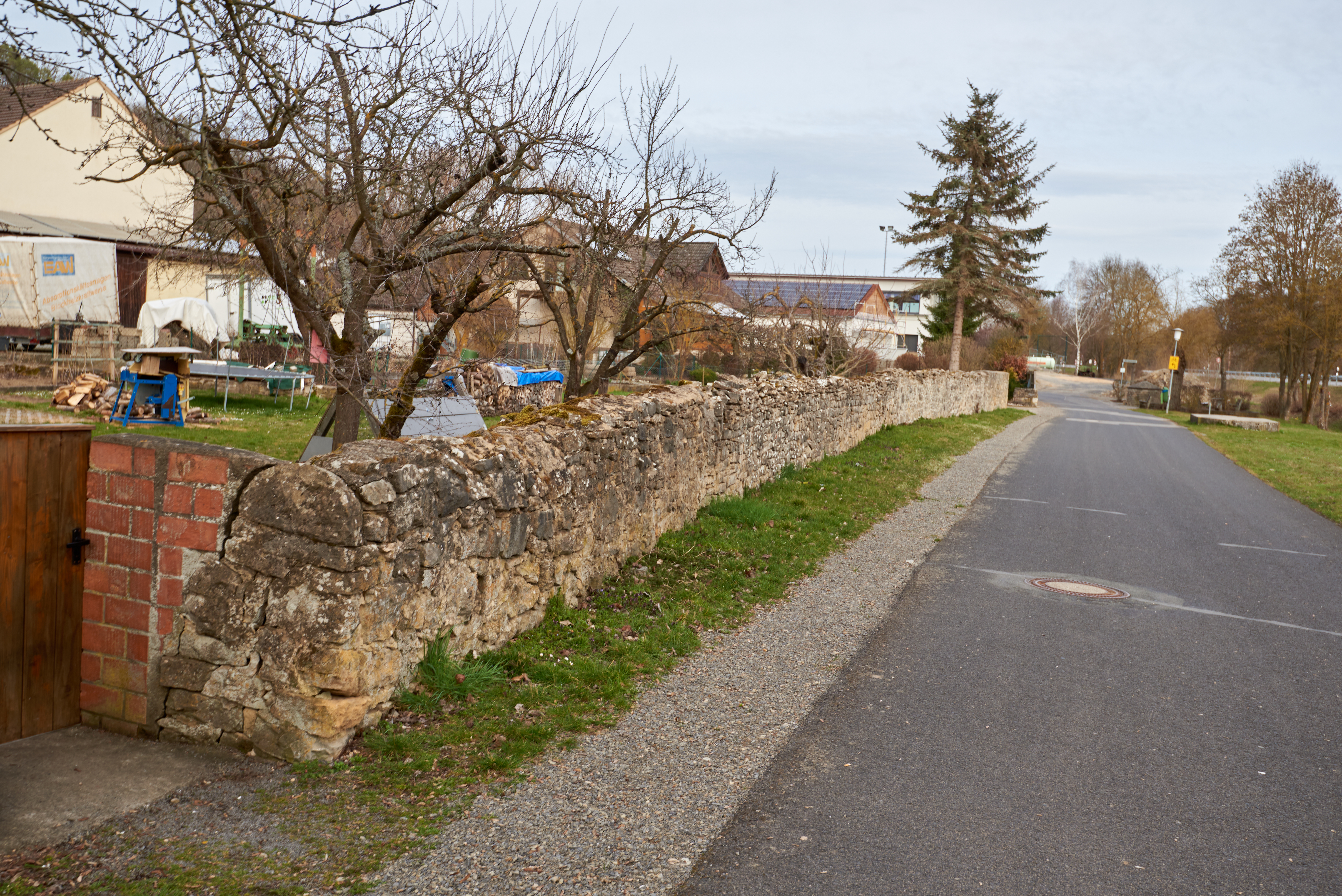
Klostermauer weitere Bilder
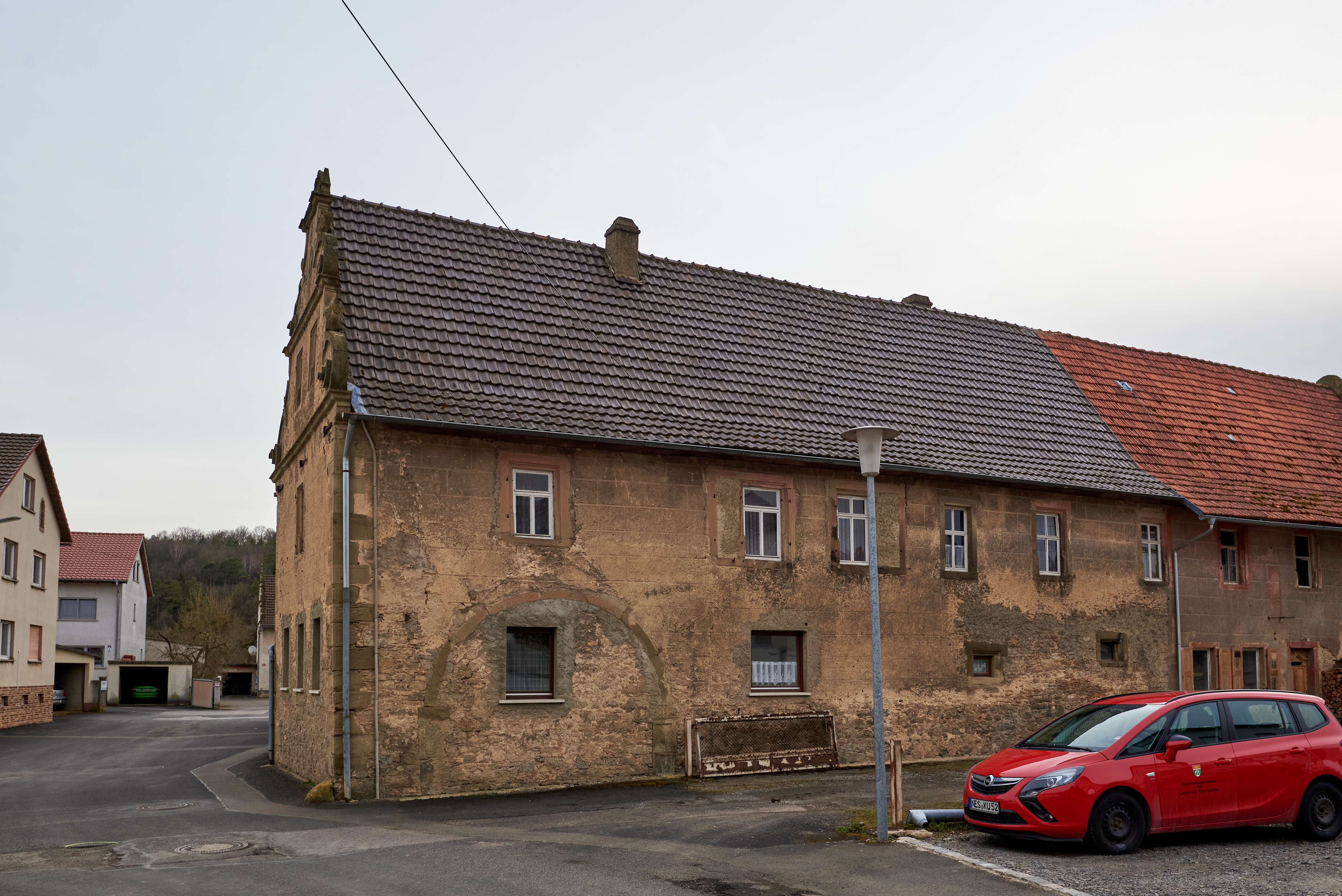
Kalterhaus weitere Bilder
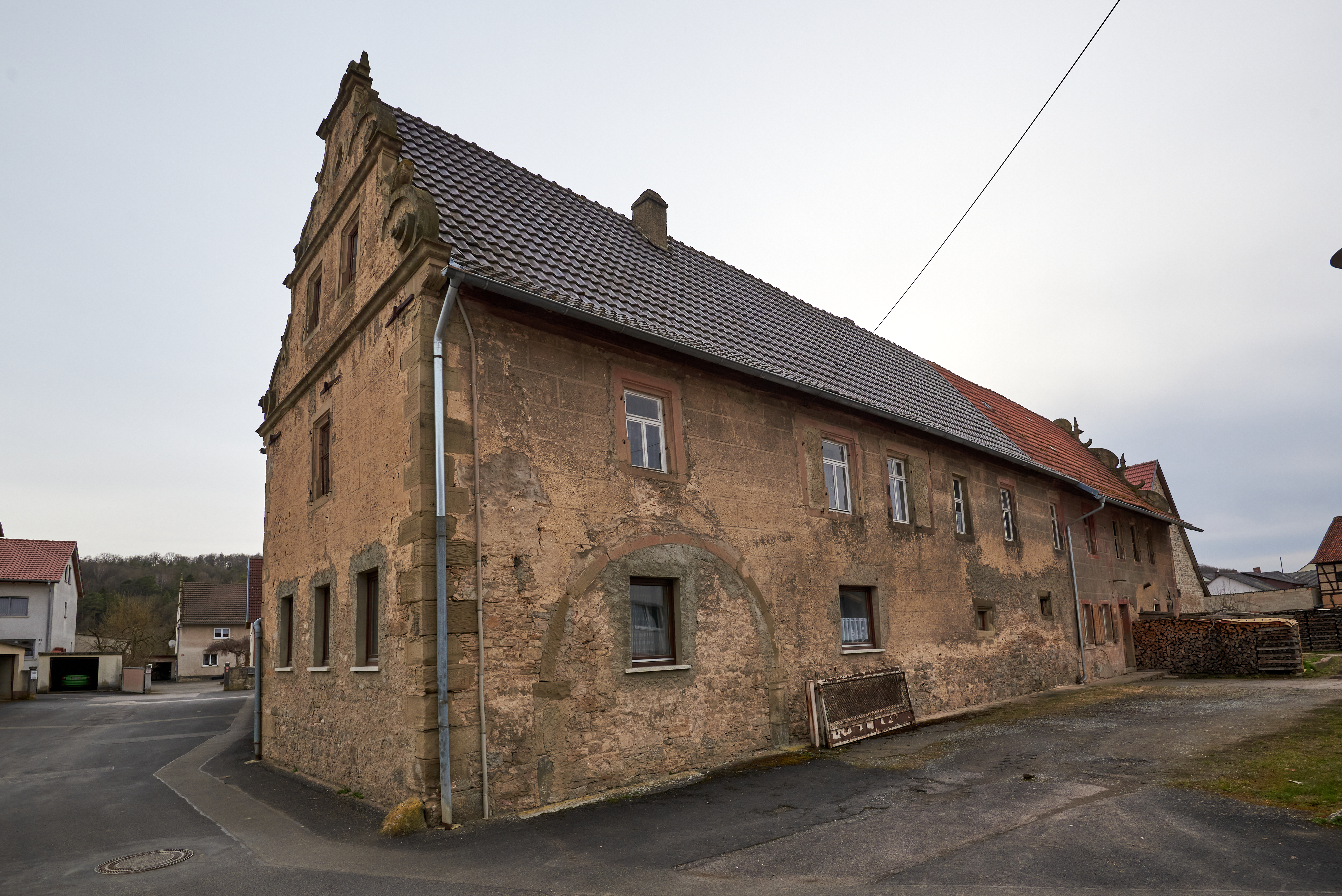
Kalterhaus weitere Bilder
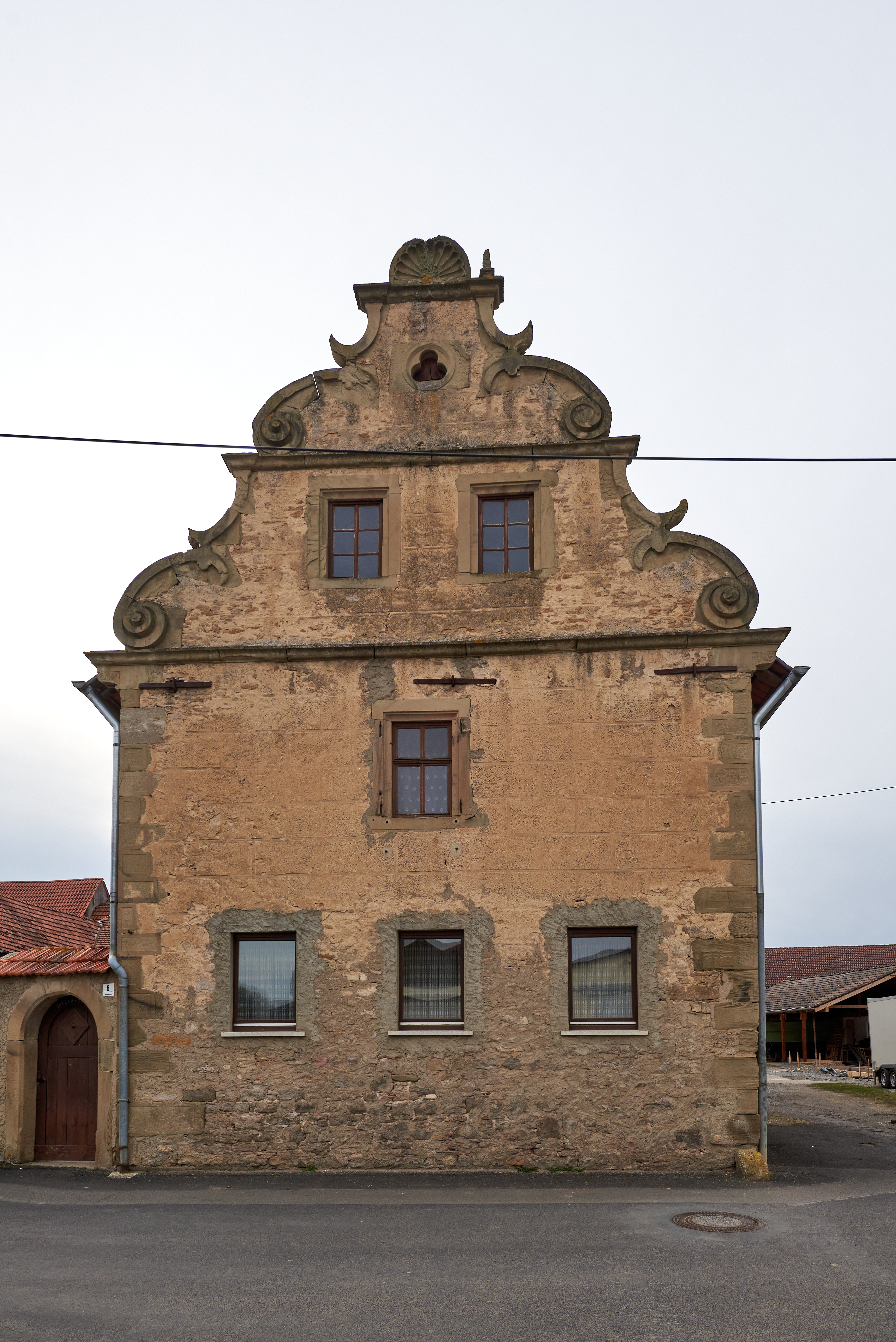
Kalterhaus weitere Bilder
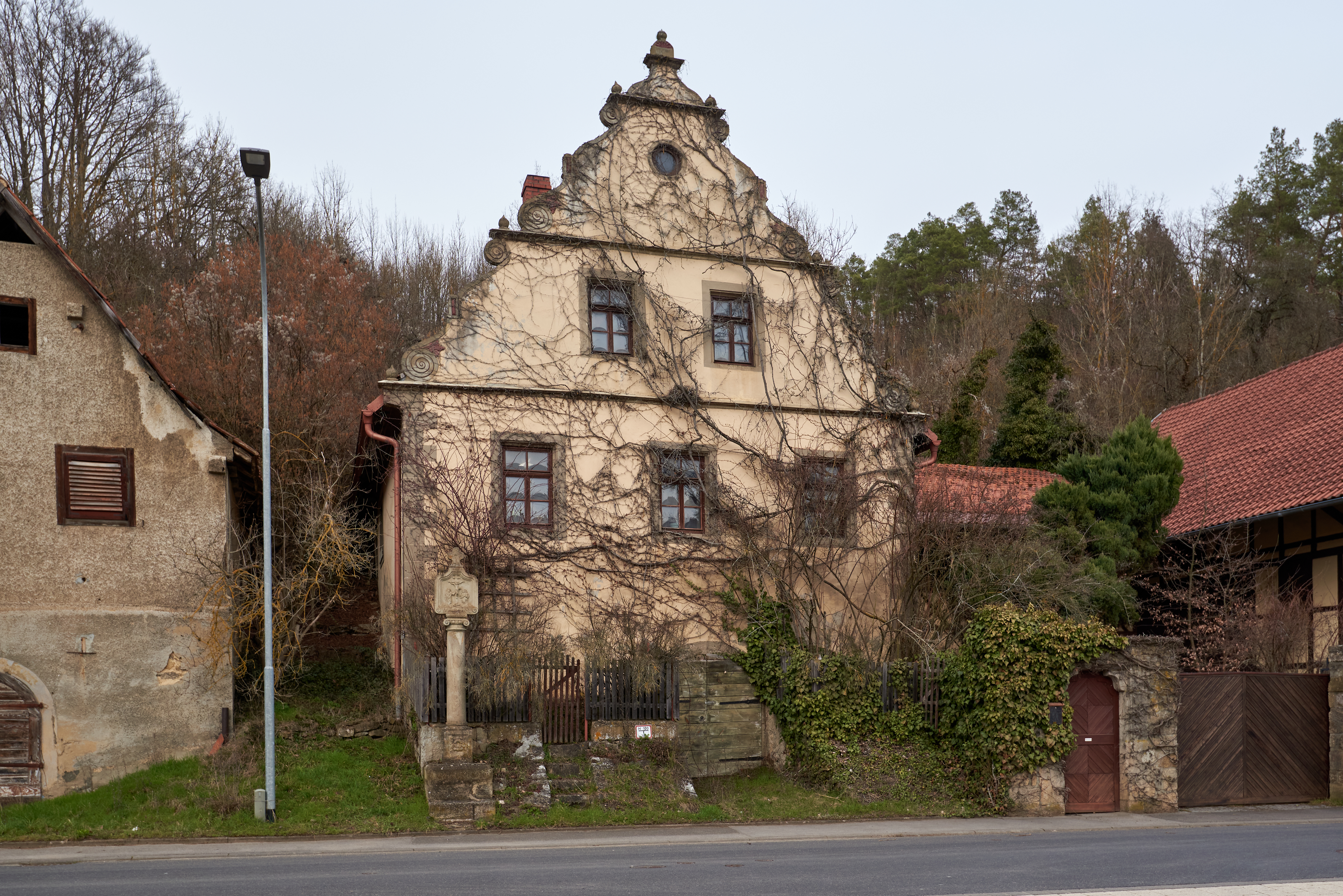
Jägerhof, Wohngebäude weitere Bilder
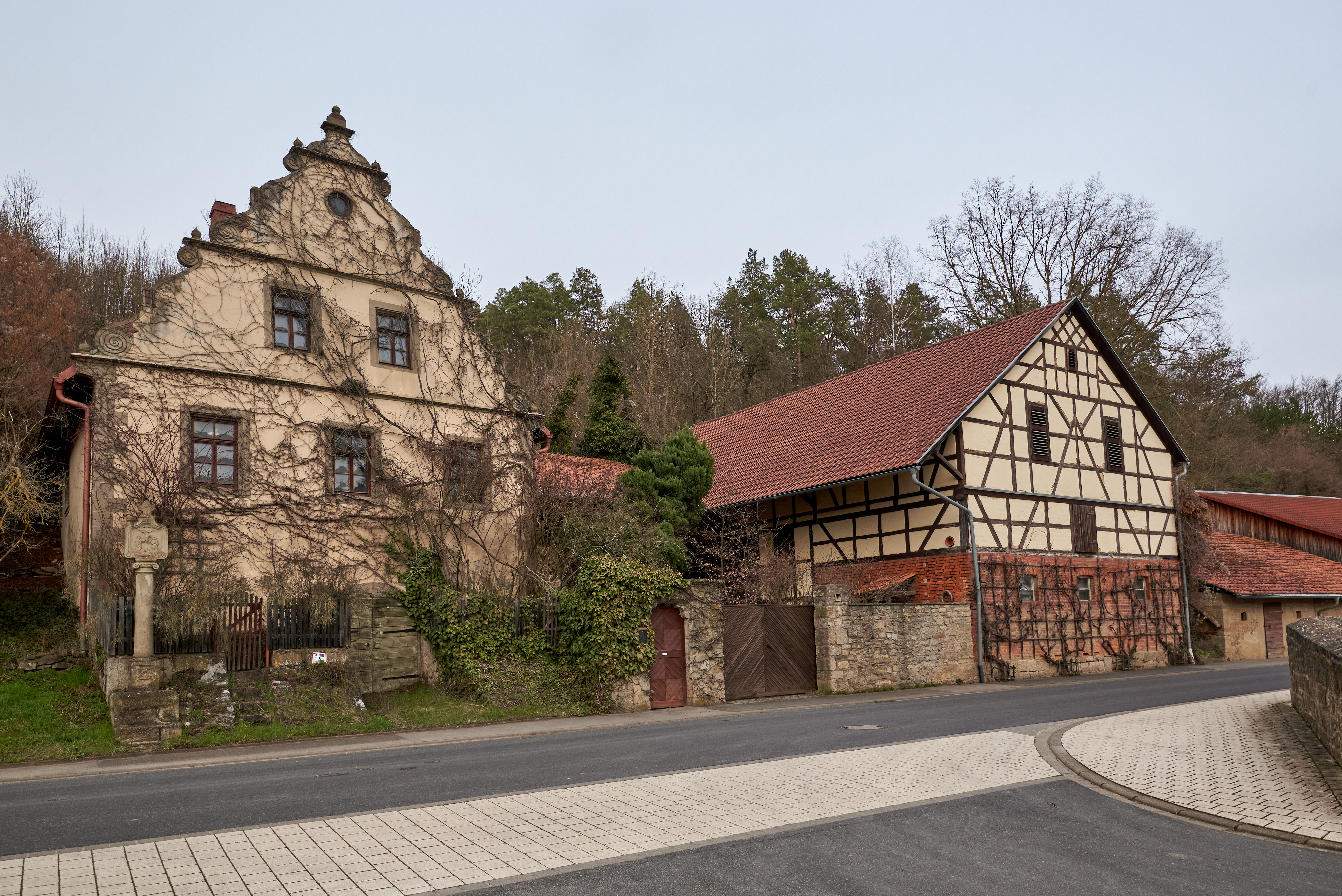
Jägerhof, Wohngebäude, Scheune weitere Bilder

| Lage                                                                     | Objekt                                                                | Beschreibung | Akten-Nr.              | Bild           |
| ------------------------------------------------------------------------ | --------------------------------------------------------------------- | --- | ---------------------- | -------------- |
| Hauptstraße 58 (Standort)                                                | Pforte                                                                | Vorhangbogen, Sandstein, Werkstein, 17. Jahrhundert | D-6-73-136-19 Wikidata | weitere Bilder |
| Heßbergstraße (Standort)                                                 | Bildstock                                                             | Sandstein, neugotisch, 19. Jahrhundert | D-6-73-136-24 Wikidata | BW             |
| Heßbergstraße 9 (Standort)                                               | Sandsteinkruzifix                                                     | Golgathakreuz mit Totenschädel am Kreuzfuß, klassizistischer Sockel, bezeichnet „1822“ | D-6-73-136-23 Wikidata | BW             |
| Nähe Junkershauser Straße (Standort)                                     | Kapellchen                                                            | Kleiner massiver Flachsatteldachbau mit rundbogiger Tür, 19. Jahrhundert, Marienfigur jünger | D-6-73-136-34          | weitere Bilder |
| Raiffeisenstraße 7 (Standort)                                            | Hausfigur                                                             | Trinitätsrelief, Sandstein, 18./19. Jahrhundert | D-6-73-136-31 Wikidata | BW             |
| Saurasen, Unterer Garten (Standort)                                      | Ehemalige Saalebrücke                                                 | Dreijochig, rundbogig, Bruchstein, 18. Jahrhundert, Brüstung 2001 erneuert | D-6-73-136-57 Wikidata | weitere Bilder |
| Saurasen, Unterer Garten (Standort)                                      | Figur des Hl. Nepomuk                                                 | Sandstein, spätbarock, 2. Hälfte 18. Jahrhundert | D-6-73-136-57          | weitere Bilder |
| Solhofweg, an der Straße nach Junkershausen Abzweig Solhofweg (Standort) | Säulenbildstock                                                       | Aufsatz mit Reliefs der Marienkrönung und des heiligen Michael, seitlich heiliger Wendelin und heiliger Blasius, Sandstein, spätbarock | D-6-73-136-33 Wikidata | BW             |
| Stationsberg (Standort)                                                  | Kreuzweg                                                              | Station 1–11 und 13 mit Reliefs in überbordenden Rokokorahmen, Station 12 als freiplastische Kreuzigungsgruppe mit den beiden Schächern, Johannes und Maria, Station 14 als Grabkapelle mit Wächterstatuen vor dem Portal und gefasster Skulpturengruppe der Frauen am Grabe im Innern, Sandstein, von 1767/1771 | D-6-73-136-38 Wikidata | weitere Bilder |
| Stationsberg (Standort)                                                  | Kreuzweg, erweitert durch eine fünfzehnte Station, St.-Helena-Kapelle | Massivbau mit Flachsatteldach, 19. Jahrhundert | D-6-73-136-38 Wikidata | weitere Bilder |
| Stationsberg (Standort)                                                  | Lourdesgrotte                                                         | Bemalte Stuckfiguren, Anfang 20. Jahrhundert | D-6-73-136-38 Wikidata | weitere Bilder |
| Stationsberg (Standort)                                                  | Ölberggrotte                                                          | Bemalte Stuckfiguren in Segmentbogennische, erstes Viertel 20. Jahrhundert | D-6-73-136-38 Wikidata | weitere Bilder |

### Herrnmühle
| Lage                        | Objekt                                                   | Beschreibung | Akten-Nr.              | Bild           |
| --------------------------- | -------------------------------------------------------- | --- | ---------------------- | -------------- |
| B 279 (Standort)            | Meilensäule                                              | Sandstein, Mitte 19. Jahrhundert | D-6-73-136-64          | weitere Bilder |
| Herrnmühle 1 (Standort)     | Herrenmühle, Mühle des ehemaligen Bildhäuser Klosterhofs | Zweigeschossiges massives Mühlengebäude mit Halbwalm, im Winkel eingeschossiger Aufbau mit Walmdach, spätbarocke geohrte Tür- und Fenstergewände, Wappenstein, bezeichnet „1751“ | D-6-73-136-22 Wikidata | weitere Bilder |
| Herrnmühle 1 (Standort)     | Herrenmühle                                              | Zweigeschossiges Nebengebäude, massives Erdgeschoss, Fachwerkobergeschoss, Halbwalmdach letztes Viertel 18./erstes Viertel 19. Jahrhundert                                       | D-6-73-136-22 Wikidata | weitere Bilder |
| Herrnmühlegraben (Standort) | Zweibogige Steinbrücke über die Saale                    | Sandsteinquaderbau, Mitte 18. Jahrhundert | D-6-73-136-22 Wikidata | weitere Bilder |

### Junkershausen
| Lage                                                                  | Objekt                                                         | Beschreibung | Akten-Nr.              | Bild           |
| --------------------------------------------------------------------- | -------------------------------------------------------------- | --- | ---------------------- | -------------- |
| Distelgraben, an der Straße nach Bahra (Standort)                     | Herz-Mariä-Bildstock                                           | Relief mit Halbfigur Mariä, Mitte 19. Jahrhundert | D-6-73-136-44 Wikidata | weitere Bilder |
| Dorfstraße 3 (Standort)                                               | Hofanlage, ehemaliges Wohnhaus                                 | Zweigeschossiger Fachwerkbau mit Hausteinsockel und Halbwalmdach, zweite Hälfte 18. Jahrhundert | D-6-73-136-60 Wikidata | weitere Bilder |
| Dorfstraße 3 (Standort)                                               | Hofanlage, Scheune                                             | Fachwerkbau mit Satteldach, 18. Jahrhundert | D-6-73-136-60 Wikidata | BW             |
| Dorfstraße 3 (Standort)                                               | Hofanlage, Wirtschaftsgebäude                                  | Zweigeschossiger Satteldachbau mit massivem Erdgeschoss und Fachwerkobergeschoss, wohl zweite Hälfte 19. Jahrhundert                                                                                    | D-6-73-136-60 Wikidata | BW             |
| Dorfstraße 4, 6 (Standort)                                            | Ehemaliger Klosterhof, ehemaliges Wohn- und Verwaltungsgebäude | Über hohem Keller zweigeschossiger Steinbau mit Satteldach, verputzt, gekuppelte Fenster, 16./17. Jahrhundert, als Spolie vermauerter Inschrift- und Wappenstein bezeichnet „1498“, Türen 1771 und 1815 | D-6-73-136-40 Wikidata | weitere Bilder |
| Dorfstraße 8 (Standort)                                               | Katholische Filialkirche Unbeflecktes Herz Mariä               | Sandsteinquaderbau, Saalbau mit eingezogenem Chor, jeweils mit Satteldach, seitlich gestellter Turm mit Pyramiddach, romanisierender Traditionalismus, 1947–49; mit Ausstattung                         | D-6-73-136-56 Wikidata | weitere Bilder |
| Dorfstraße 9 (Standort)                                               | Bauernhaus, Wohngebäude                                        | Zweigeschossiger giebelständiger Satteldachbau, massives Erdgeschoss auf Bruchsteinsockel, Obergeschoss in Fachwerk, verputzt, zweite Hälfte 18./erste Hälfte 19. Jahrhundert                           | D-6-73-136-59 Wikidata | weitere Bilder |
| Dorfstraße 10 (Standort)                                              | Gemeindebackhaus und -schmiede                                 | Zweigeschossiger traufständiger Satteldachbau mit Dachreiter, massiv verputzt, bezeichnet „1807“, später verändert                                                                                      | D-6-73-136-53 Wikidata | weitere Bilder |
| Dorfstraße 11 (Standort)                                              | Wohnhaus                                                       | Zweigeschossiges giebelständiges Halbwalmdachhaus, Hausteinsockel, verputztes massives Erdgeschoss, Fachwerkobergeschoss, bezeichnet „1780“, renoviert 1996                                             | D-6-73-136-41 Wikidata | weitere Bilder |
| In Junkershausen (Standort)                                           | Wegkreuz                                                       | Hochkreuz auf Inschriftsockel, Sandstein, bezeichnet „1948“ | D-6-73-136-58 Wikidata | weitere Bilder |
| Nähe Hollstadter Straße, am Ortsausgang nach Wülfershausen (Standort) | Bildstock                                                      | Reliefs der Trinität und der Heiligen Familie, Sandstein, neugotisch, um 1850/70 | D-6-73-136-43 Wikidata | weitere Bilder |
| Wülfershauser Straße, am Ortsausgang nach Wülfershausen (Standort)    | Wegkreuz                                                       | Sandsteinkreuz auf Inschriftsockel, Korpus in Kalkstein, von 1927 | D-6-73-136-42 Wikidata | weitere Bilder |

### Wargolshausen
| Lage                                                               | Objekt                                                                      | Beschreibung | Akten-Nr.              | Bild           |
| ------------------------------------------------------------------ | --------------------------------------------------------------------------- | --- | ---------------------- | -------------- |
| Breiter Weg, an der Straße nach Hendungen (Standort)               | Flurkreuz                                                                   | Kreuz auf Inschriftsockel Sandstein, Korpus Kalkstein, bezeichnet „1937“ | D-6-73-136-52 Wikidata | BW             |
| Goldbachstraße (Standort)                                          | Kriegerdenkmal für die Teilnehmer des Deutsch-Französischen Krieges 1870/71 | Über gestuftem Sockel seitlich durch Ornamente gerahmter Inschriftstein, bekrönt von Bavaria-Madonna, Sandstein, 1896 gesetzt, um 1920 für die Gefallenen des Ersten Weltkrieges verändert | D-6-73-136-49 Wikidata | weitere Bilder |
| Goldbachstraße (Standort)                                          | Wegkapelle                                                                  | Giebelständiger Satteldachbau mit offenem Gehäuse, 2. Hälfte 19. Jh., innen modernes Relief                                                                                                | D-6-73-136-48 Wikidata | weitere Bilder |
| Goldbachstraße 2 (Standort)                                        | Wohnhaus                                                                    | Zweigeschossiges Fachwerkhaus mit Krüppelwalmdach, erste Hälfte 19. Jahrhundert | D-6-73-136-54 Wikidata | weitere Bilder |
| Kirchplatz 16 (Standort)                                           | Kuratiekirche, Chorturm                                                     | nachgotisch, massiv mit Spitzhelm,bez. 1617, mit barockem Portal, Anfang 18. Jh., als Kampanile mit Neubau von 1977 in Beziehung gesetzt; im Neubau Teile der historischen Ausstattung     | D-6-73-136-45 Wikidata | weitere Bilder |
| Kirchplatz 16 (Standort)                                           | Kuratiekirche                                                               | im Neubau Teile der historischen Ausstattung | D-6-73-136-45 Wikidata | BW             |
| Kirchplatz (Standort)                                              | Kirchhofmauer                                                               | Mit eingefügten Spolien: Grabsteine und Pinienzapfen, Sandstein | D-6-73-136-45 Wikidata | weitere Bilder |
| Kirchplatz (Standort)                                              | Kirchhofmauer, vermauertes Renaissanceportal                                | Werkstein, Sandstein, bezeichnet „1571“ | D-6-73-136-45 Wikidata | weitere Bilder |
| Kirchplatz (Standort)                                              | Schutzmantelmadonna                                                         | Sandstein, frühes 17. Jahrhundert, darunter spätere Inschrift bezeichnet „1743“ | D-6-73-136-45 Wikidata | weitere Bilder |
| Lachenleite, am Ortsausgang nach Waltershausen (Standort)          | Sandsteinkruzifix zum Gedenken an das 25-jährige Jubiläum Papst Leos XIII.  | Bezeichnet „1902“ | D-6-73-136-62 Wikidata | BW             |
| Mittlere Dorfstraße 6, vor der ehemaligen Schule (Standort)        | Kruzifix                                                                    | Mit neugotischem Tabernakel am Kreuzfuß, Sandstein, von 1886 | D-6-73-136-50 Wikidata | weitere Bilder |
| Nähe Friedhofstraße (Standort)                                     | Sandsteinkruzifix                                                           | Golgathakreuz, am Kreuzfuß Totenschädel, Sandstein, bezeichnet „1835“ | D-6-73-136-46 Wikidata | weitere Bilder |
| Nähe Friedhofstraße, vor der östlichen Friedhofsmauer (Standort)   | Heiligenhäuschen                                                            | Geschwungener Sockel mit volutenflankierter Rundbogennische und Relief der St.-Wendelin-Legende, Sandstein, spätbarock, bezeichnet „1743“                                                  | D-6-73-136-47 Wikidata | weitere Bilder |
| Schöffstraße, am Kreuzberg (Standort)                              | Flurkreuz                                                                   | Hochkreuz auf Inschriftsockel, Sandstein, von 1836 | D-6-73-136-51 Wikidata | BW             |
| Steingrube, nordöstlich des Ortes im Wald am Försterweg (Standort) | Bildstock                                                                   | Relief des Auferstandenen, Sandstein, zweites Viertel 20. Jahrhundert | D-6-73-136-63 Wikidata | BW             |
| Unslebener Weg (Standort)                                          | Sandsteinkruzifix                                                           | Ende 19. Jahrhundert | D-6-73-136-61 Wikidata | BW             |

## Ehemalige Baudenkmäler
In diesem Abschnitt sind Objekte aufgeführt, die früher einmal in der Denkmalliste eingetragen waren, jetzt aber nicht mehr. Objekte, die in anderem Zusammenhang – also z. B. als Teil eines Baudenkmals – weiter eingetragen sind, sollen hier nicht aufgeführt werden. Aktennummern in diesem Abschnitt sind ehemalige, jetzt nicht mehr gültige Aktennummern.

| Lage                                 | Objekt          | Beschreibung | Akten-Nr.              | Bild           |
| ------------------------------------ | --------------- | --- | ---------------------- | -------------- |
| Hollstadt Blumenstraße 4             | Pforte          | 17. Jahrhundert | D-6-73-136-5           | BW             |
| Hollstadt Blumenstraße 6             | Hoftor          | 1721 | D-6-73-136-6 Wikidata  | BW             |
| Hollstadt Brunnenstraße 7 (Standort) | Hausfigur       | Strahlenkranzmadonna in quastenbesetzter Vorhangrahmung, gefasste Holzstatue, in historistischem Gehäuse, zweite Hälfte 19. Jahrhundert | D-6-73-136-69 Wikidata | BW             |
| Hollstadt Hauptstraße 11             | Hausfigur       | Beweinung vor Kruzifix auf Sockel, Sandstein, barock, 18. Jahrhundert                                                                   | D-6-73-136-8 Wikidata  | BW             |
| Hollstadt Hauptstraße 12             | Hoftor          | 1733 | D-6-73-136-9 Wikidata  | BW             |
| Hollstadt Hauptstraße 35             | Hoftor          | 18. Jahrhundert | D-6-73-136-12          | BW             |
| Hollstadt Hauptstraße 42             | Hoftor          | 1765 | D-6-73-136-13 Wikidata | BW             |
| Hollstadt Hauptstraße 44             | Pforte          | 1601 | D-6-73-136-14 Wikidata | BW             |
| Hollstadt Hauptstraße 49 (Standort)  | Sandsteinpforte | Mit Vorhangbogen, 1595, und massives verputztes Tor, 1721                                                                               | D-6-73-136-15 Wikidata | weitere Bilder |
| Hollstadt Hauptstraße 52             | Hoftor          | 1726, Pforte: 1835 | D-6-73-136-16 Wikidata | BW             |
| Hollstadt Hauptstraße 53             | Hausfigur       | 18. Jahrhundert | D-6-73-136-17          | BW             |
| Hollstadt Junkershauser Straße 2     | Hoftor          | 19. Jahrhundert | D-6-73-136-29          | BW             |
| Hollstadt Junkershauser Straße 8     | Pforte          | 1610 | D-6-73-136-30 Wikidata | BW             |
| Hollstadt Raiffeisenstraße 10        | Pforte          | 1606 | D-6-73-136-32 Wikidata | BW             |